# Рене Магрит
Рене Магрит (Лесин, 21. новембар 1898 — Брисел, 15. август 1967) био је белгијски сликар. У уметничком раду био је наклоњен превасходно надреалистичком стилу. Познат по представљању обичних ствари у надреалном контексту, Магрит је створио синтезу хорора, комедије и мистерије, подстичући најразличитија тумачења његових дела. Представљао је једног од најистакнутијих надреалистичких сликара и веома је утицао на касније ликовне правце и поимање визуелне уметности.

## Детињство, младост и образовање
Рене Магрит је рођен у Лесинесу у Белгији 1898. године. Отац му је био Леополд Магрит, кројач и трговац, а мајка Регина која се удавила када је Рене имао само 14. година.Многи историчари уметности и Магритови биографи повезују смрт његове мајке са репрезентацијама људског лица које заклања одређени предмет, присутне као мотив на многим његовим сликама. Неки су прихватали наратив по коме је млади Магрит присуствовао извлачењу тела његове мајке из реке, током чега јој је део хаљине прекривао лице. Та прича је наводно потекла од породичне служавке, али се и даље такви мотиви на његовим сликама доводе у везу са смрћу Регине Магрит.Неки аутори сматрају да се траума из детињства какву је проживео Магрит не треба узимати за главну призму тумачења његових слика, истичући како такав приступ нужно доводи до поједностављеног схватања његове естетике и дела.
Магрит је 1916. године отишао у Брисел, да би тамо отпочео своје ликовне студије на Краљевској Академији Лепих Уметности, које ће похађати до 1918.Само школовање га није превише заинтересовало, али је био изложен новим стремљењима у тадашњем сликарству, пре свега футуризму и кубизму. Након краткотрајног искуства у ликовној академији, Магрит се неко време бавио цртањем плаката и скица у функцији дизајнера коју је обављао за једну фирму.

## Каријера
Један од формативнијих утицаја јесте онај који је на младог Магрита извршио Ђорђо де Кирико. Поготову се у том контексту наводи репродукција де Кирикове слике Љубавна песма (1914) која је опчинила Магрита својим контрастом и супротстављеношћу класичних елемената модерним (класична биста и гумена рукавица) као и нејасном границом између сна и јаве, са чиме се слика поиграва. Сви ти елементи ће постати неке од препознатљивијих одлика надреализма као уметничког правца, којима ће у сликарству веома допринети Магритово стваралаштво.Утицаји де Кирика се огледају и у премештању акцента са формалних проблема сликарства, на поетични садржај, представљен илузионистичким стилом, који је Магрит примењивао у већини својих дела.
Магрит је своју прву самосталну изложбу одржао 1926. године у Бриселу. Ликовни критичари тога доба нису првобитно имали позитивне реакције на Магритово дело, и он се са заједно са својом женом наредне године преселио у Париз. Париз који је представљао центар уметничког живота у Европи крајем 19. и почетком 20. века, понудио је Магриту нове могућности када је размена естетских утицаја и погледа на уметност у питању. Тамо је упознао неке од водећих фигура надреалистичког покрета, који је тада био у настајању, као што су песник Андре Бретон и сликар Макс Ернст.У том периоду Магрит ће насликати једно од својих најпознатијих дела, када 1929. године у надреалистичком маниру буде доводио у питање ауторитет вербалних и визуелних могућности репрезентације стварности, делом под називом „Обмана слика.”Чувена је реченица коју је Магрит сместио испод луле приказане на слици, а која гласи „ово није лула” која најбоље осликава тежње надреалистичке уметности, када је конципирање стварности на уметничком делу у питању. Наведена реченица, као и сама слика постали су један од најпрепознатљивијих симбола надреалистичког правца у сликарству и уметности уопште.
Магрит је 30-тих година доживео успон и већу популарност. Излагао је 1936. у Њујорку, наредне 1937.године насликао је једно од својих најпознатијих дела „Забрањена репродукција” а 1938. године је излагао у Лондону. Што је све утицало на велики пораст видљивости уметника до тада познатог пре свега у круговима европских надреалиста. Тих година се активније политички ангажовао учланивши се у Комунистичку партију, иако га је сопствени индивидуализам спречавао да се даље ангажује, остао је привржен идеји комунизма до краја живота. Раскид са Бретоном наступио је за Магрита након Другог светског рата. Пре свега због Магритове одлуке да остане у Белгији током немачке окупације.Током 40-тих година Магрит је стварао у „реноаровској” фази, што одудара од његових погледа, са обзиром да се целог живота држао превасходно илузионистичког стила. Тај период његовог стваралаштва одликује се импресионистичким стилом, најбоље репрезентованим на „Забрањеном универзуму”.
Наставио је активно да слика и излаже широм света током педесетих и шездесетих, када почиње да врши све већи утицај на млађе генерације уметника, који формулишу нове погледе и покрете у домену ликовне уметности. Из тог периода потичу нека од естетски и мисаоно најинтригантнијих дела. Као што су чувена „киша” униформно обучених и безличних људи,карактеристичних за целокупно Магритово сликарство, која засипа град који се назире у позадини „Голконда” (1953) или у истом маниру приказан анонимни човек, са јабуком која му прекрива лице „Син човека” (1964) такође мотив карактеристичан за целокупни опус, аутобиографског типа, једини такав случај који је сам Магрит на тај начин окарактерисао.
Рене Магрит је преминуо 15. августа 1967. године у 68. години живота. Ради баштињења његовог стваралаштва, које има општи значај за развитак сликарства у 20. веку, 2009. године је отворен Магрит Музеј у Бриселу.

## Утицај
Рене Магрит је остварио изузетан утицај на сликарство и визуелне уметности 20. века. Готово је незаобилазан фактор када је надреалистичко сликарство у питању, иако није прихватао све елементе надреализма. У поимању надреалног у ликовним уметностима дао је огроман допринос, који се мери са утицајима сликара као што су Салвадор Дали или Макс Ернст. Његов шири међународни утицај у свету уметности је највише дошао до изражаја шездесетих година 20. века. То је период настанка праваца као што је поп арт, који су се угледали на своје надреалистичке и дадаистичке претходнике. Сви значајнији предводници поп арт покрета су наводили утицај или на неки начин реферирали на Магрита, укључујући уметнике као што су: Енди Ворхол, Џаспер Џонс и Рој Ликтенстајн.Веома утицајан постмодернистички правац који црпи инспирацију из Магритовог дела јесте концептуална уметност. Поготову је у оквирима концептуалне уметности акцентован значај који је Магрит на својим сликама придавао речима. Тачније његова „лингвистичка концепција” уметности, схватање које речима придаје подједнак значај као и визуелним симболима, када је ликовна уметност у питању.